# Contea di Shimian
La contea di Shimian (石棉县S, Shímián XiànP) è una contea della Cina, situata nella provincia di Sichuan e amministrata dalla prefettura di Ya'an.